# Giovanni Mocenigo

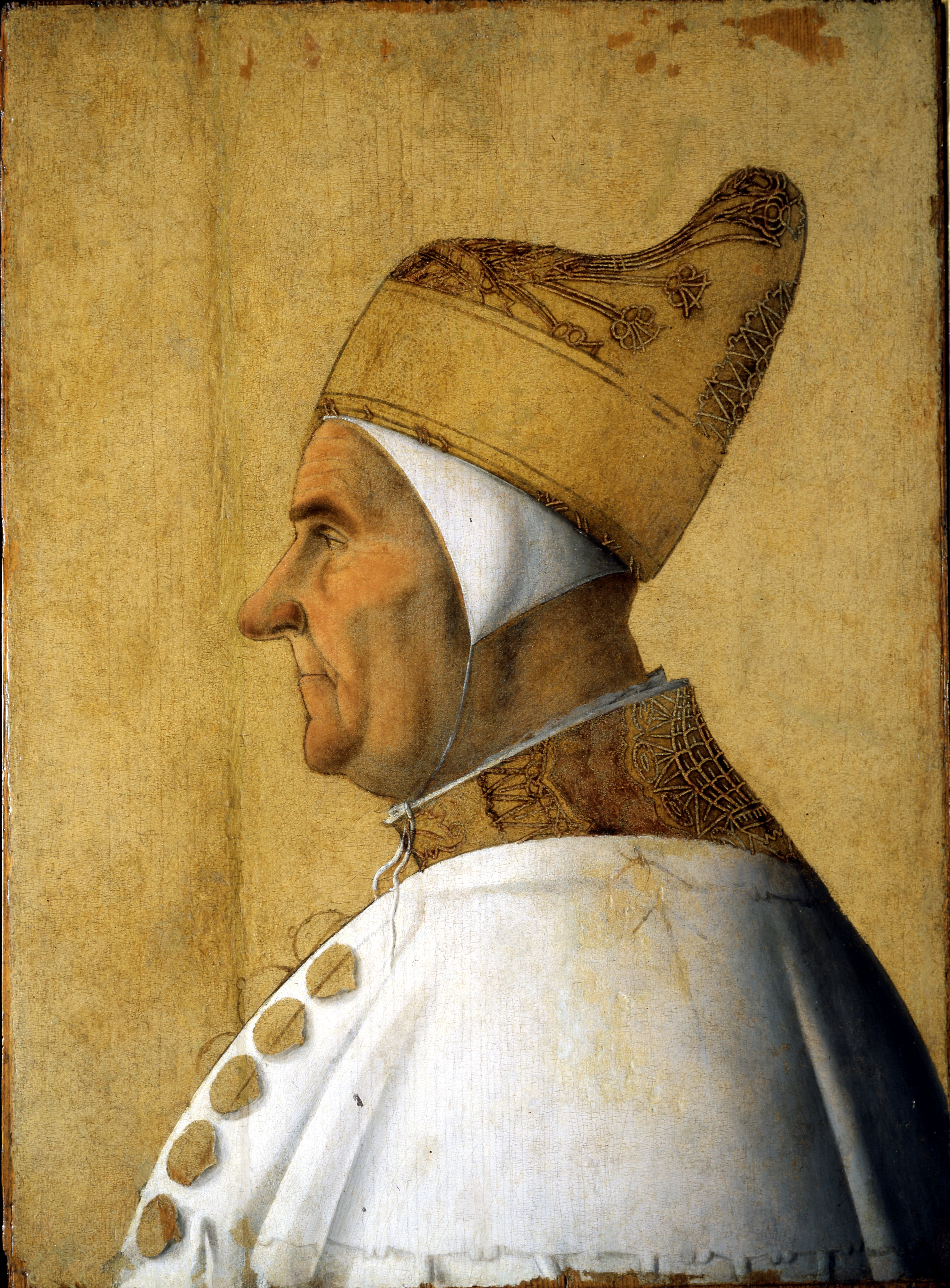
Porträt Giovanni Mocenigos von Gentile Bellini (vor 1480), Tempera auf Holz, 63 mal 46 cm, Museo Correr, Venedig

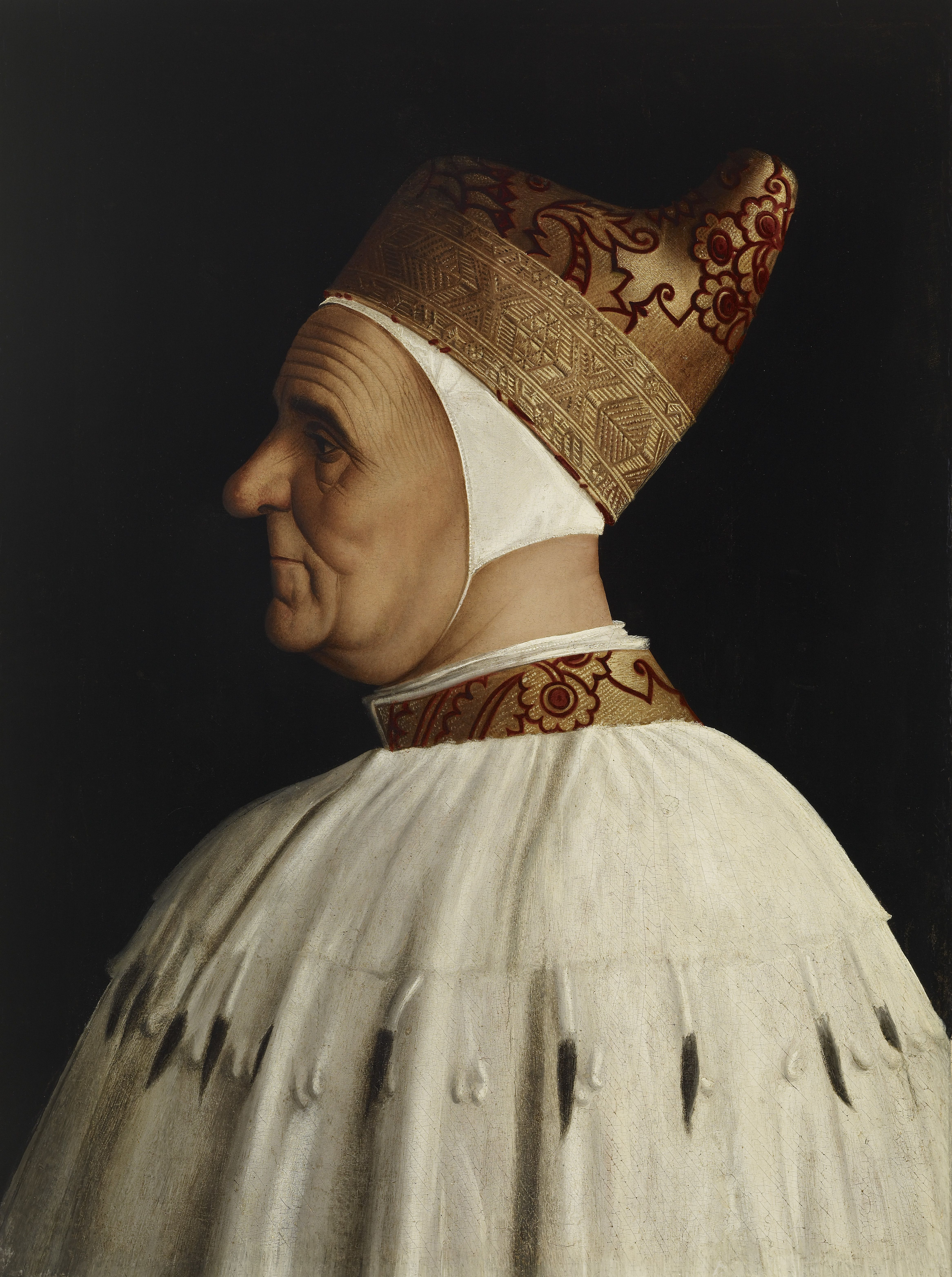
Gentile Bellini: Porträt des Dogen, Tempera auf Pappelholz, 64,8 mal 47,6 cm, Frick Collection, New York

Giovanni Mocenigo (* 1408 in Venedig; † 4. November 1485 ebenda) war vom 18. Mai 1478 bis zu seinem Tod, folgt man der staatlich kontrollierten Geschichtsschreibung der Republik Venedig, ihr 72. Doge.
Inwiefern er sein Vermögen im Fernhandel machte, ist unklar, doch leitete er 1454 den staatlich organisierten Schiffskonvoi (muda) nach Alexandria. Politisch betätigte er sich vor allem in den venezianischen Gebieten im Norden Italiens. Während er selbst im Dogenrat saß, wurde sein Bruder Pietro 1474 zum Dogen gewählt, der allerdings nach kaum 14 Monaten 1476 starb.
Während der Amtszeit Giovanni Mocenigos schloss Venedig nach 16-jährigem Krieg am 24. Januar 1479 Frieden mit dem osmanischen Sultan Mehmed II.
Drei Pestwellen trafen die Stadt Venedig schwer. An dieser Epidemie starben im Jahr 1479 sowohl die Dogaressa, die Ehefrau Mocenigos, Taddea Michiel, als 1485 auch der Doge selbst. Zudem brannten 1479 erhebliche Teile des Dogenpalasts nieder, dessen Renovierung fast ein Jahrzehnt in Anspruch nahm.

## Familie
Giovanni Mocenigo stammte väterlicherseits aus der einflussreichen, weit verzweigten Familie Mocenigo, die insgesamt sieben Dogen stellte. Diese waren Tommaso Mocenigo (1414–1423) und sein Bruder Pietro (1474–1476), in späterer Zeit auch Alvise Mocenigo I. (1570–1577), Alvise Mocenigo II. (1700–1709), der III. (1722–1732) und der IV. (1763–1778).
Giovanni Mocenigo wurde in der Gemeinde Santa Sofia geboren. Seine Eltern waren Leonardo Mocenigo und Francesca Molin di Michele. Er heiratete 1432 Taddea Michiel di Giovanni di Francesco. Das Paar hatte zwei Kinder, nämlich Leonardo und Luchina. Letztere heiratete 1456 Antonio Dandolo di Andrea.

## Leben

### Ämterlaufbahn

#### Fernhändler, Senator (ab 1452)
Wahrscheinlich war Giovanni Mocenigo in seinen jungen Jahren als Fernhändler tätig, ähnlich wie sein Bruder Nicolò, der 1448 ein Handelsschiff im Schwarzen Meer kommandierte. Am 10. Juli 1441 wurde er in die Quarantia, den Rat der Vierzig gewählt, doch lehnte er dieses höchstrichterliche Amt ab. Ob er diese Wahl am 26. November desselben Jahres erneut ablehnte, ist unklar. Erst Jahre später erscheint er wieder in den Quellen, nämlich im Testament seiner Mutter von 1451, das in San Samuele aufgesetzt wurde.
Ab Oktober 1452 beteiligte sich Mocenigo mit größerer Regelmäßigkeit an öffentlichen Ämtern. So erscheint er in den Quellen immer wieder als Senator.

#### Mögliche Gesandtschaft nach Karaman (1453), Leitung derMudanach Alexandria (1454)
Allerdings ist eine Gesandtschaftsreise im Sommer 1453 zu Ibrahim Bey (1424–1464), dem Herrscher des südostanatolischen Karaman, nicht belegt, bei der es um einen Handelsvertrag und um eine antiosmanische Liga ging. Tatsächlich erscheint „quondam Zorzi“ in einem Dokument aus Konya vom 12. Februar 1454, also ‚Sohn eines Giorgio‘, doch taucht dieser Name ansonsten nirgendwo auf. Allerdings hatte sein Bruder Nicolò eine Maria di Giorgio Corner geheiratet, eine Familie, die im Fernhandel tätig und entfernt mit dem komnenischen Kaiserhaus von Trapezunt verwandt war. So war Nicolò 1448 im Schwarzmeergebiet unterwegs.
Giovanni Mocenigo erhielt am 11. Juni 1454 das Kommando über den Schiffskonvoi nach Alexandria, eine der staatlich organisierten Mude. Diese Mude fuhren regelmäßig, meist jährlich, bestimmte Ziele an, wie etwa Konstantinopel, Beirut, aber auch Nordwestafrika, später Flandern und England. Politisch hatte das Abkommen mit Ibrahim Beg in jedem Falle keinerlei Folgen, die Herrschaft Karaman verleibten sich die Osmanen Ende 1468 ein.

#### Podestà (erstmals 1463),Capitano,Savio(1466) in Städten der Terraferma
Giovanni Mocenigo war 1463 Podestà und Capitano von Ravenna, dann Savio di Terraferma im Jahr 1466. Damit war er für das oberitalienische Gebiet Venedigs, die Terraferma verantwortlich. Im selben Jahr sollte er gemeinsam mit drei Amtskollegen mit dem Signore von Ferrara und Modena, mit Borso d’Este, eine Liga gegen Florenz aushandeln. Venedig führte diesen Krieg allerdings verdeckt, unter Leitung von Bartolomeo Colleoni, wenn auch ohne größere Erfolge.
Im ersten Halbjahr 1467 wurde Mocenigo erneut Savio di Terraferma, am 5. Oktober desselben Jahres wurde er Podestà von Treviso, wo er beim Empfang Friedrichs III., der zur Kaiserkrönung auf dem Weg nach Rom war, anwesend war.

#### Statthalter im Friaul (1470–1471), Dogenwahlen (1471 und 1473)

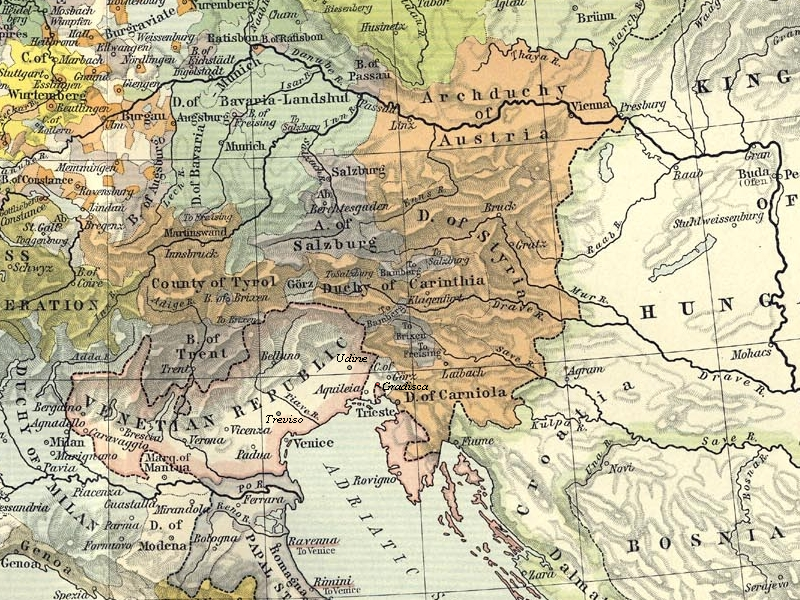
Karte des venezianischen Gebietes und seiner Nachbarn um 1477

Am 12. November 1469 wurde Mocenigo Avogador di Comun, ein Amt, das er bereits wenige Wochen später aufgab, um Statthalter des Friaul zu werden. Dort hielt er am 11. März 1470 seinen Einzug. Er blieb auf diesem Posten bis August 1471 und amtierte kaum zurückgekehrt erneut als Savio di Terraferma.
Im November 1471 war er einer der 41 Elektoren bei der Wahl des neuen Dogen Nicolò Tron. Am 26. Januar des Folgejahres wurde er erneut zum Avogador di Comun gewählt, wurde dann, nachdem Tron schon am 28. Juli 1473 gestorben war, wieder einer der nun erneut tagenden Elektoren. Am 13. August war er unter den Elektoren des letzten Wahlgangs, die sich für Nicolò Marcello entschieden. Vergeblich hatte sich Giovanni Mocenigo für seinen Bruder Pietro eingesetzt, der sich erfolgreich im Seekrieg gegen die Osmanen schlug.

#### Savio del Consiglio(1474–1478), Unterhändler, Wahl des Bruders zum Dogen (1474)
Zunächst Savio del Consiglio im Jahr 1474 wurde er zusammen mit Andrea Vendramin und einem Antonio Venier beauftragt, mit den Gesandten von Florenz und Mailand, Tommaso Soderini und Leonardo Botta, zu verhandeln. Zwar kam es am 2. November zu einer Einigung, doch letztlich nicht zu dem erhofften Friedensschluss.
Am 14. Dezember 1474 wurde nun doch noch Giovannis Bruder Pietro zum Dogen gewählt. Dies erleichterte den Weg auch für Giovanni, der von 1475 bis 1478 ohne Unterbrechung zum Savio del Consiglio gewählt wurde, bis er selbst zum Dogen aufstieg. Ungewöhnlich ist nur, dass er nie Prokurator von San Marco war, eine Stellung, die immer häufiger als Anzeichen für eine bald bevorstehende Kandidatur zum Dogen betrachtet wurde.

#### Elektor bei der Dogenwahl von 1476, Bartolomeo Colleoni

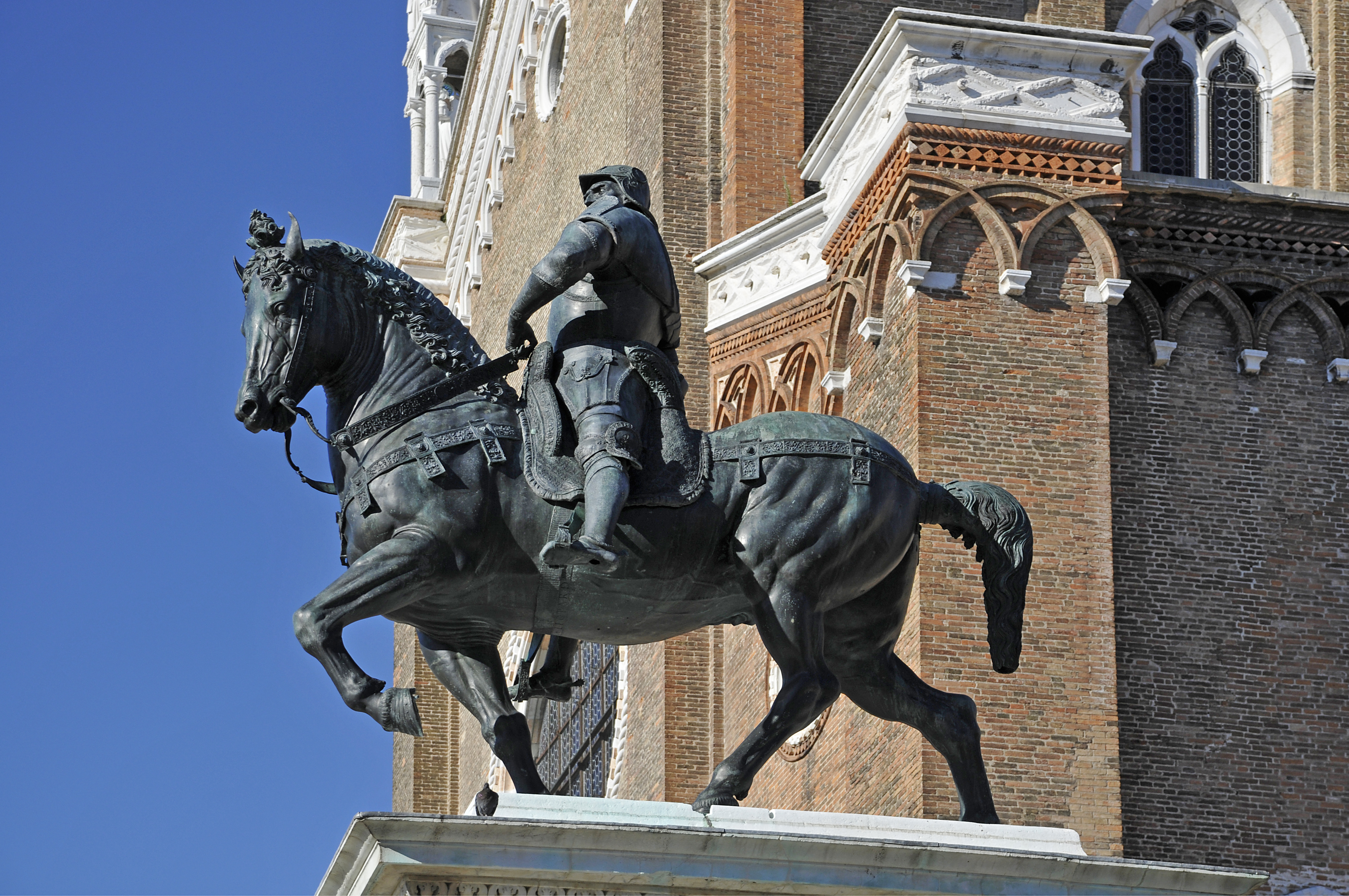
Reiterstandbild, das die Republik für den Söldnerführer Bartolomeo Colleoni vor San Zanipolo errichten ließ

Anfang März 1476 war er wieder einer der Elektoren, die sich diesmal für Andrea Vendramin entschieden. Mocenigo gehörte danach der Giunta an, einer Sonderkommission, die sich mit dem Vermögen und dem letzten Willen des am 4. November 1475 gestorbenen Condottiere Bartolomeo Colleoni befassen sollte. Die Giunta sollte sich um seine Verfügungen kümmern.
Am 5. November 1477 wurde Mocenigo in eine Kommission aus vier Patriziern gewählt, die nach verbesserten Verteidigungsmöglichkeiten gegen die Plünderungen durch osmanische Einheiten suchen und Maßnahmen eruieren sollte, um die Grenze am Isonzo im Nordosten Italiens zu sichern.

### Das Dogenamt (ab 1478)

#### Wahl, Pest (1478), Ende des Osmanenkrieges

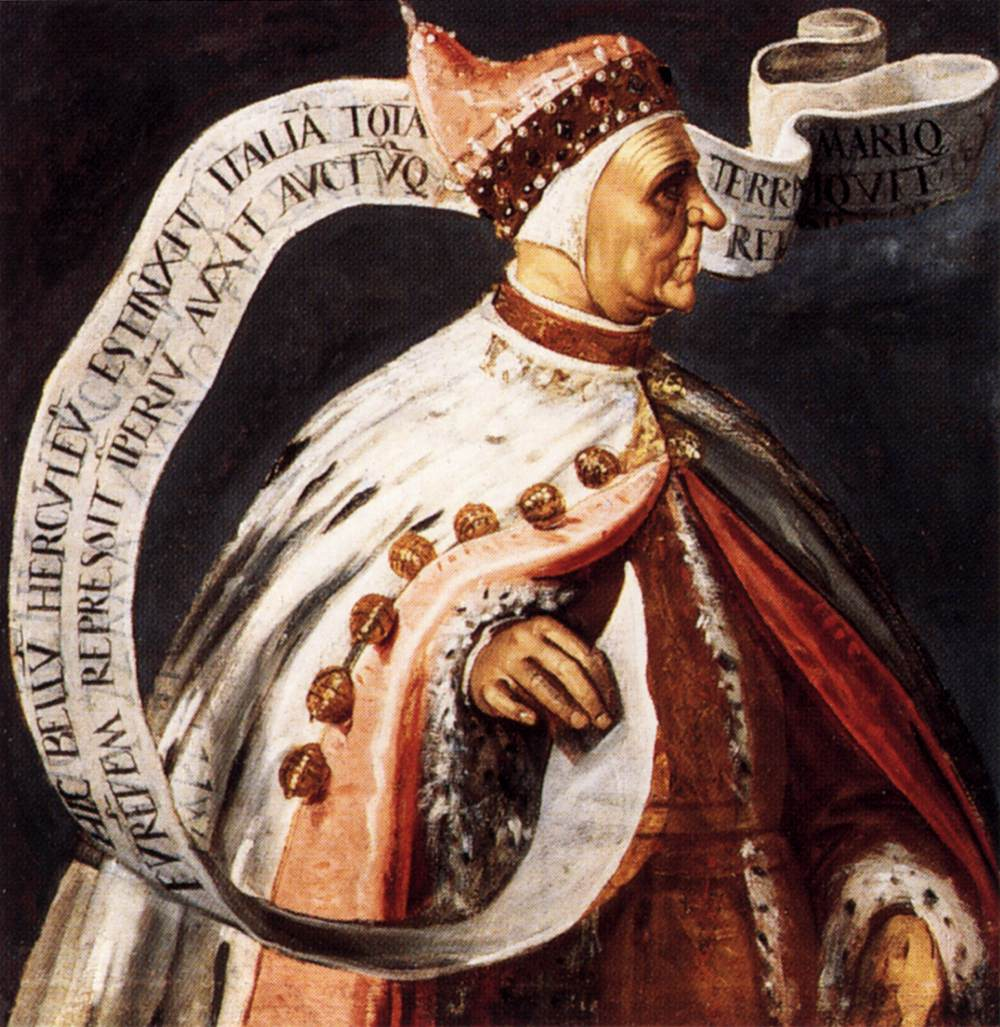
Gemälde des Dogen von Domenico Tintoretto (1560–1635) im Saal des Großen Rates im Dogenpalast, entstanden 1590

Nachdem der Doge Vendramin am 6. Mai 1478 gestorben war, wurde Giovanni Mocenigo am 18. Mai, nicht zum geringsten beeinflusst durch die Intervention des Marco Corner, eines Kognaten seines Bruders Nicolò, zum Dogen gewählt.
Doch schon sein erstes Amtsjahr wurde durch eine Pestwelle überschattet, die bis in den Dezember anhielt.
Der seit sechzehn Jahren andauernde Krieg mit den Osmanen konnte zu Beginn seiner Regierungszeit zunächst mit einem Friedensschluss beendet werden, bei dem einige Gebiete im heutigen Albanien und Griechenland für Venedig endgültig verloren gingen. Vor allem war dies die Insel Negroponte.

#### Brand des Dogenpalasts, Pest und Tod der Dogaressa (1479)
Am 14. September 1479 zerstörte ein Feuer erhebliche Teile des Dogenpalasts. Der Doge musste auf die andere Seite des Rio di Palazzo ziehen, dorthin wo heute die Gefängnisse sind. Die Renovierung des Dogenpalastes wurde erst neun Jahre später unter Agostino Barbarigo abgeschlossen.
Am 23. Oktober 1479 starb seine Ehefrau an der Pest. Dem selbst erkrankten Dogen wurde diese Hiobsbotschaft zunächst vorenthalten.

#### Krieg um das Polesine (1482–1484), Pest (1484)
Es folgten am 2. Mai 1482 neue Auseinandersetzungen vor allem mit Florenz und Ferrara, in deren Verlauf Venedig von Papst Sixtus IV. mit dem Kirchenbann belegt wurde. Im Mittelpunkt stand die Polesine, ein Gebiet, das schließlich bei Venedig verblieb. Ursache für den auch als Salzkrieg bezeichneten Konflikt war nicht nur die Expansion der Este von Ferrara, sondern auch der Streit um das Salz von Comacchio. Der Friede von Bagnolo zwischen Venedig und Ercole I. d’Este vom 7. August 1484 wurde trotz der Pest mit einem dreitägigen Fest begangen.

### Tod, Grabmal

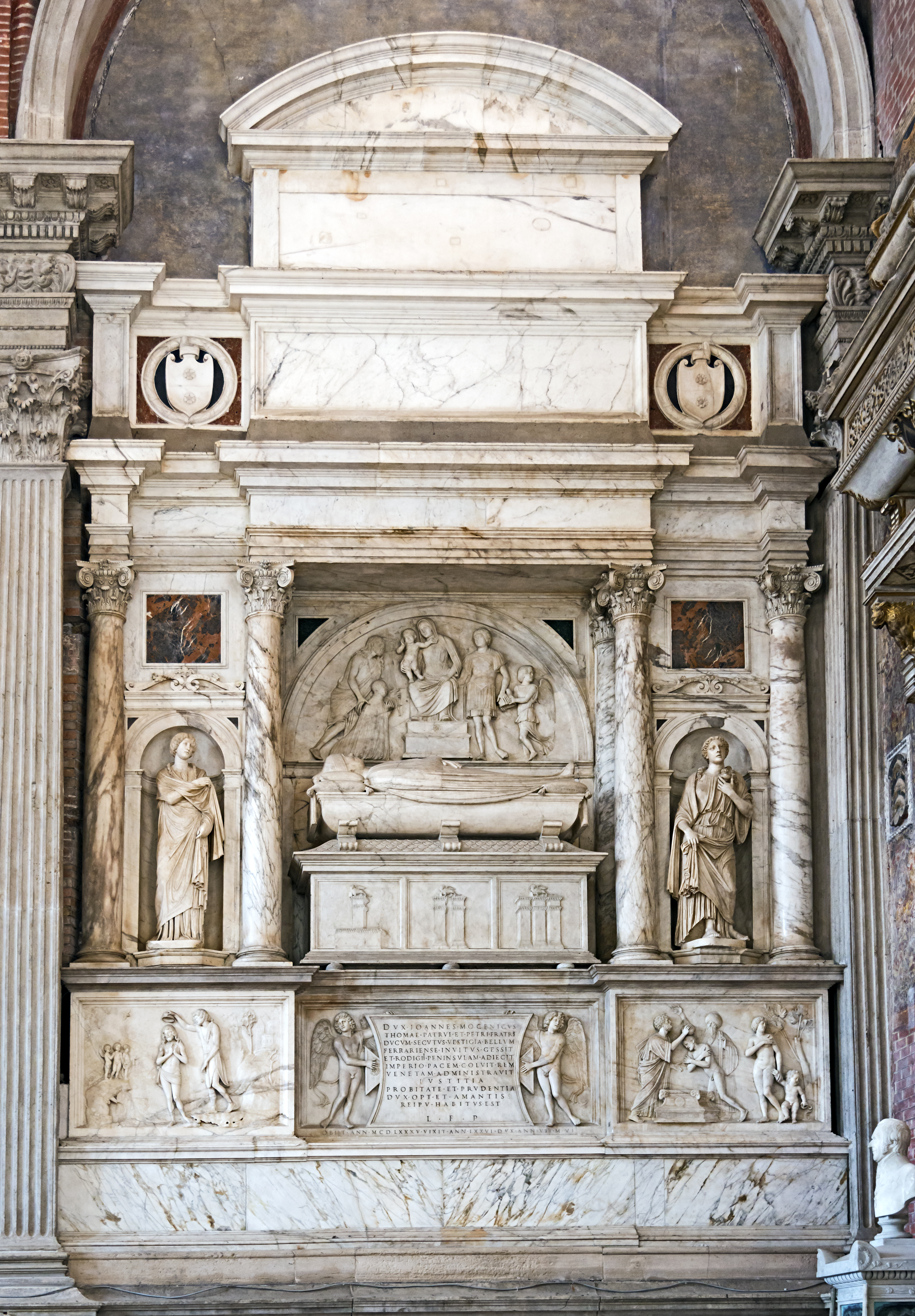
Mocenigos Grabmal in San Zanipolo

Am 4. November 1485 erlag auch Giovanni Mocenigo der Pest. Er wurde, wie zuvor schon seine Frau, in aller Eile in der Kirche San Zanipolo beigesetzt; das Monument stammte auch bei diesem Dogen von Tullio Lombardo. Es war eines seiner Hauptwerke. Das Werk wurde um 1500 begonnen und war erst 1522 fertiggestellt.

## Giovanni Mocenigo in der Malerei
Neben Bellinis Gemälde (s. o.) zeigt ein in die Amtszeit Mocenigos datiertes Gemälde der National Gallery in London Mocenigo kniend vor dem Thron Marias. Er hält ein Banner, das den Markuslöwen als Symbol der Republik Venedig sowie das Wappen der Familie Mocenigo trägt. Der Hl. Johannes der Täufer präsentiert den Dogen der Gottesmutter, die vom Hl. Christophorus begleitet wird. Das Werk wurde früher Gentile Bellini oder Vittore Carpaccio zugeschrieben.